# St. Mariä Vermählung (Langenbroich)

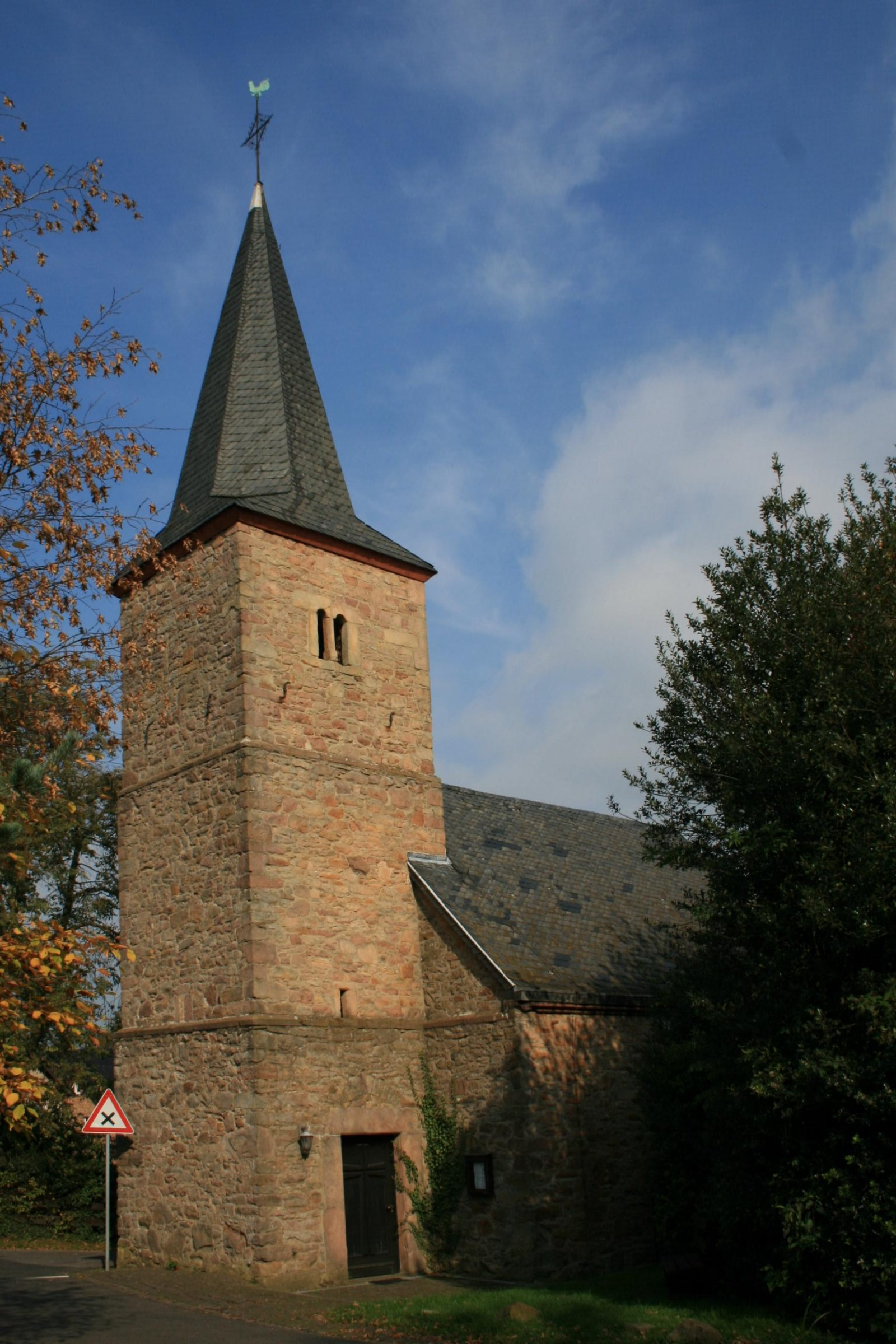
St. Mariä Vermählung in Langenbroich

St. Mariä Vermählung ist die römisch-katholische Filialkirche des Kreuzauer Ortsteils Langenbroich im Kreis Düren in Nordrhein-Westfalen. Die Kirche gehört zur Pfarre St. Brigida, Untermaubach.
Das Bauwerk ist unter Nummer 68 in die Liste der Baudenkmäler in Kreuzau eingetragen und der Vermählung Mariens geweiht.

## Geschichte und Architektur
Langenbroich gehörte bis 1827 zur Pfarre St. Michael, Lendersdorf. In diesem Jahr wurde der Ort zur Pfarre St. Brigida, Untermaubach umgepfarrt, zu der es noch heute gehört.
Um das Jahr 1705 wurde das heutige Gotteshaus errichtet. Zuvor gab es in Langenbroich keinen Kirchenbau. Es handelt sich um eine einfache, barocke Saalkirche aus Bruchsteinen mit einem dreigeschossigen, vorgebauten Glockenturm im Westen. An der Nord- und Südseite der geosteten Kirche befinden sich je zwei Rundbogenfenster.